# Imphal-Oost
Imphal-Oost (Engels, officieel: Imphal East) is een district in het centrale deel van de Indiase staat Manipur. In 2001 telde het district 393.780 inwoners op een oppervlakte van 710 km². Jiribam, een gebied in het uiterste westen van Manipur, behoorde tot 2016 ook tot Imphal-Oost, maar vormt sindsdien een eigen district.
Tot 1996 vormde Imphal-Oost een verenigd district met Imphal-West. De stad Imphal, tevens de hoofdstad van Manipur, fungeert sinds de opsplitsing als bestuurscentrum van beide districten.
Bishnupur · Chandel · Churachandpur · Imphal-Oost · Imphal-West · Jiribam · Kakching · Kamjong · Kangpokpi · Noney · Pherzawl · Senapati · Tamenglong · Tengnoupal · Thoubal · Ukhrul